# Oulches
Oulches est une commune française située dans le département de l'Indre, en région Centre-Val de Loire.

## Géographie

### Localisation
La commune est située dans le sud-ouest du département, dans la région naturelle de la Brenne, au sein du parc naturel régional de la Brenne.
Les communes limitrophes sont : Ciron (4 km), Chitray (6 km), Rivarennes (7 km), Luzeret (11 km), Chalais (11 km) et Prissac (12 km).
Les communes chefs-lieux et préfectorales sont : Saint-Gaultier (10 km), Le Blanc (18 km), Châteauroux (38 km), La Châtre (53 km) et Issoudun (65 km).

### Hameaux et lieux-dits
Les hameaux et lieux-dits de la commune sont : Saint Nazaire, la Bruère, Pezay et la Rue de Belleau.

### Géologie et hydrographie
Oulches dispose d'une cavité souterraine naturelle nommé « Grotte de Cors ».
La commune est classée en zone de sismicité 2, correspondant à une sismicité faible.
Le territoire communal est arrosé par la rivière Creuse.

### Climat
Pour des articles plus généraux, voir Climat du Centre-Val de Loire et Climat de l'Indre.
En 2010, le climat de la commune est de type climat océanique altéré, selon une étude du CNRS s'appuyant sur une série de données couvrant la période 1971-2000. En 2020, Météo-France publie une typologie des climats de la France métropolitaine dans laquelle la commune est toujours exposée à un climat océanique altéré et est dans la région climatique  Centre et contreforts nord du Massif Central, caractérisée par un air sec en été et un bon ensoleillement. 
Pour la période 1971-2000, la température annuelle moyenne est de 11,7 °C, avec une amplitude thermique annuelle de 15,1 °C. Le cumul annuel moyen de précipitations est de 777 mm, avec 11,8 jours de précipitations en janvier et 6,9 jours en juillet. Pour la période 1991-2020, la température moyenne annuelle observée sur la station météorologique de Météo-France la plus proche, sur la commune de Rosnay à 11 km à vol d'oiseau, est de 12,5 °C et le cumul annuel moyen de précipitations est de 720,9 mm,. Pour l'avenir, les paramètres climatiques de la commune estimés pour 2050 selon différents scénarios d'émission de gaz à effet de serre sont consultables sur un site dédié publié par Météo-France en novembre 2022.

### Voies de communication et transports
Le territoire communal est desservi par les routes départementales : 3, 32, 106 et 927.
La gare ferroviaire la plus proche est la gare d'Argenton-sur-Creuse, à 22 km.
Oulches est desservie par la ligne N du Réseau de mobilité interurbaine.
L'aéroport le plus proche est l'aéroport de Châteauroux-Centre, à 50 km.
Le territoire communal est traversé par le sentier de grande randonnée de pays de la Brenne.

## Urbanisme

### Typologie
Au 1er janvier 2024, Oulches est catégorisée commune rurale à habitat dispersé, selon la nouvelle grille communale de densité à sept niveaux définie par l'Insee en 2022.
Elle est située hors unité urbaine et hors attraction des villes,.

### Occupation des sols
L'occupation des sols de la commune, telle qu'elle ressort de la base de données européenne d’occupation biophysique des sols Corine Land Cover (CLC), est marquée par l'importance des territoires agricoles (54,9 % en 2018), une proportion sensiblement équivalente à celle de 1990 (55,2 %). La répartition détaillée en 2018 est la suivante : 
forêts (44,4 %), prairies (24,6 %), terres arables (15,8 %), zones agricoles hétérogènes (14,6 %), zones urbanisées (0,7 %). L'évolution de l’occupation des sols de la commune et de ses infrastructures peut être observée sur les différentes représentations cartographiques du territoire : la carte de Cassini (XVIIIe siècle), la carte d'état-major (1820-1866) et les cartes ou photos aériennes de l'IGN pour la période actuelle (1950 à aujourd'hui).

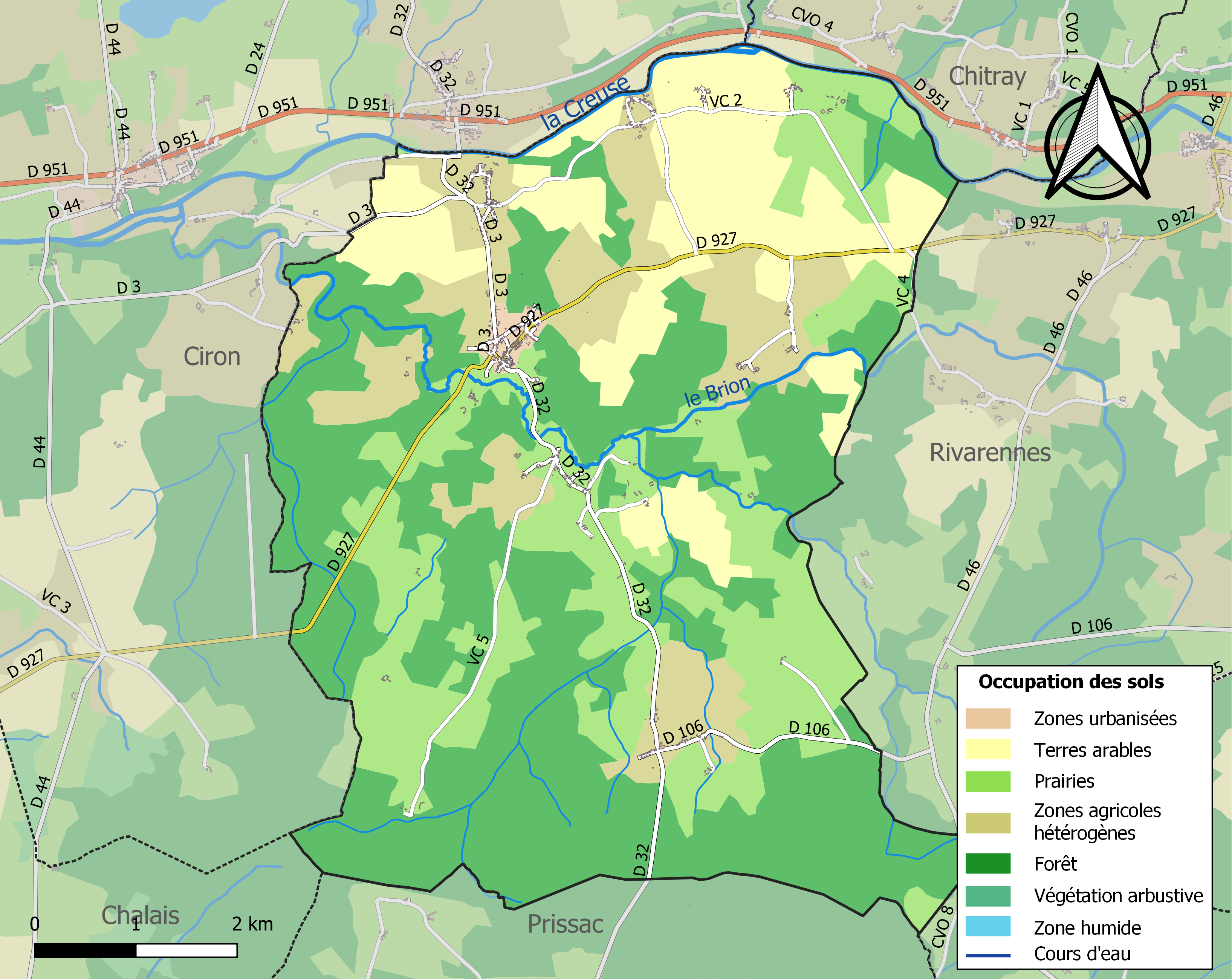
Carte des infrastructures et de l'occupation des sols de la commune en 2018 (CLC).

### Logement
Le tableau ci-dessous présente le détail du secteur des logements de la commune :
| Date du relevé                                              | 2013   |
| Nombre total de logements                                   | 325    |
| Résidences principales                                      | 58,9 % |
| Résidences secondaires                                      | 29,5 % |
| Logements vacants                                           | 11,6 % |
| Part des ménages propriétaires de leur résidence principale | 86,2 % |

### Risques majeurs
Le territoire de la commune d'Oulches est vulnérable à différents aléas naturels : météorologiques (tempête, orage, neige, grand froid, canicule ou sécheresse), inondations, feux de forêts et séisme (sismicité faible). Il est également exposé à un risque technologique, la rupture d'un barrage. Un site publié par le BRGM permet d'évaluer simplement et rapidement les risques d'un bien localisé soit par son adresse soit par le numéro de sa parcelle.

#### Risques naturels
Certaines parties du territoire communal sont susceptibles d’être affectées par le risque d’inondation par débordement de cours d'eau, notamment la Creuse et le Brion. La commune a été reconnue en état de catastrophe naturelle au titre des dommages causés par les inondations et coulées de boue survenues en 1982, 1990, 1999 et 2016,.
Pour anticiper une remontée des risques de feux de forêt et de végétation vers le nord de la France en lien avec le dérèglement climatique, les services de l’État en région Centre-Val de Loire (DREAL, DRAAF, DDT) avec les SDIS ont réalisé en 2021 un atlas régional du risque de feux de forêt, permettant d’améliorer la connaissance sur les massifs les plus exposés. La commune, étant pour partie dans le massif de Luzeraize, est classée au niveau de risque 4, sur une échelle qui en comporte quatre (1 étant le niveau maximal).

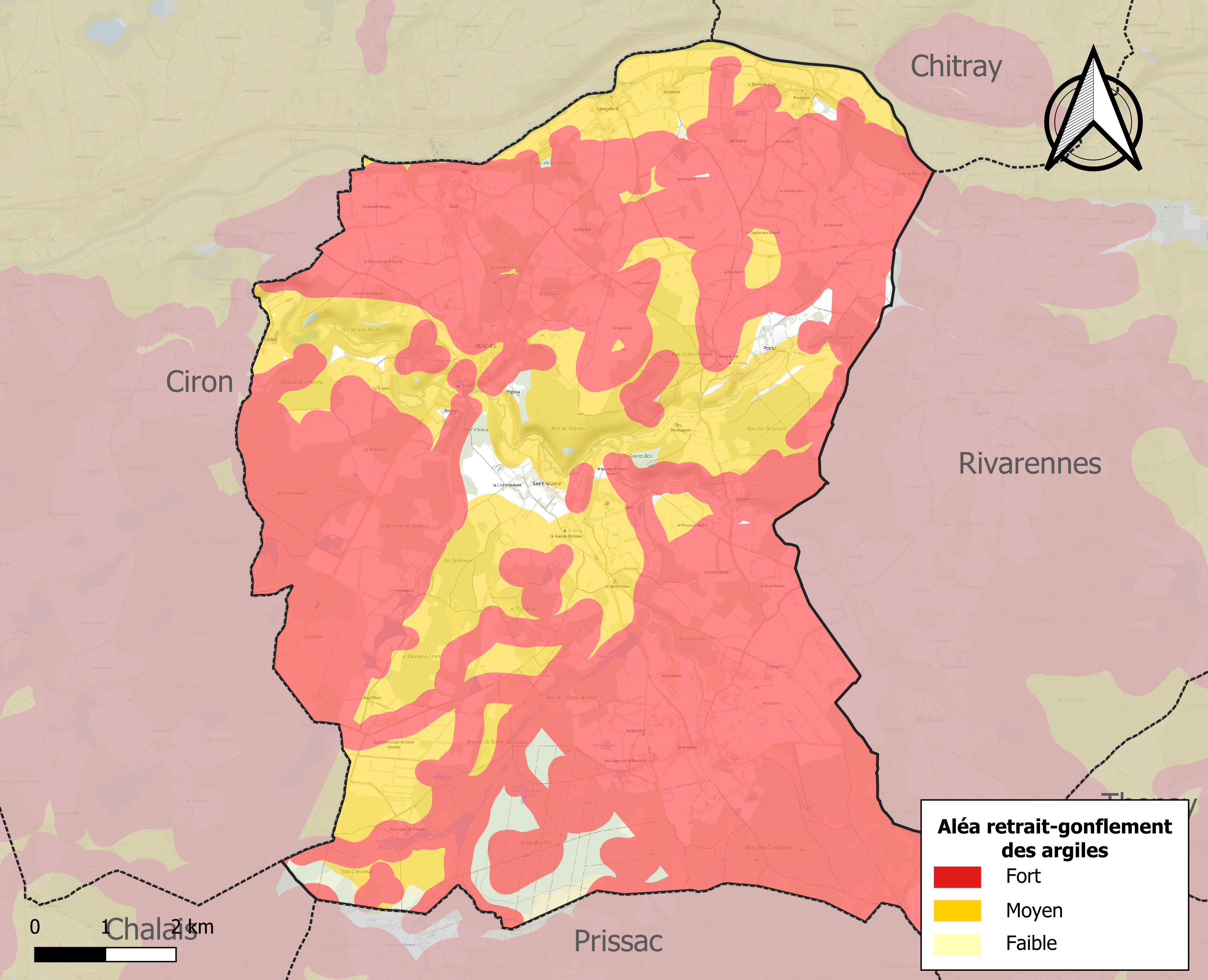
Carte des zones d'aléa retrait-gonflement des sols argileux d'Oulches.

Le retrait-gonflement des sols argileux est susceptible d'engendrer des dommages importants aux bâtiments en cas d’alternance de périodes de sécheresse et de pluie. 95,5 % de la superficie communale est en aléa moyen ou fort (84,7 % au niveau départemental et 48,5 % au niveau national). Sur les 336 bâtiments dénombrés sur la commune en 2019, 302 sont en aléa moyen ou fort, soit 90 %, à comparer aux 86 % au niveau départemental et 54 % au niveau national. Une cartographie de l'exposition du territoire national au retrait gonflement des sols argileux est disponible sur le site du BRGM,.
Concernant les mouvements de terrains, la commune a été reconnue en état de catastrophe naturelle au titre des dommages causés par la sécheresse en 2016 et 2018 et par des mouvements de terrain en 1999.

#### Risques technologiques
La commune est en outre située en aval du Barrage d'Éguzon, de classe A et faisant l'objet d'un PPI, mis en eau en 1926, d’une hauteur de 58 mètres et retenant un volume de 57,3 millions de mètres cubes. À ce titre elle est susceptible d’être touchée par l’onde de submersion consécutive à la rupture de cet ouvrage.

## Toponymie
Le nom de la localité est attesté sous les formes de Olchis (1174) ; Osches (XIIIe) ; Olchie (1422).

De l'oïl osche, ouche « terre labourable » , l'-s est adventice, mot d’origine gauloise qui a désigné un « jardin enclos dans une bonne terre ». Terrain, généralement de bonne qualité, proche de l'habitation, servant de potager, de verger ou de petit pâturage.
En 1821, la commune absorbe celles voisines de Pezay-le-Joli et de Saint-Nazaire ; cette dernière porta provisoirement, au cours de la Révolution française, le nom de Boisbrion.

## Histoire
Au Moyen Âge, Robert d'Arbrissel crée un monastère, dépendant de l’ordre de Fontevraud, à Longefont.

## Politique et administration
La commune dépend de l'arrondissement du Blanc, du canton de Saint-Gaultier, de la première circonscription de l'Indre et de la communauté de communes Brenne - Val de Creuse.
Elle dispose d'une agence postale communale.
| Période    | Période  | Identité      | Étiquette | Qualité                                                                             |
| ---------- | -------- | ------------- | --------- | ----------------------------------------------------------------------------------- |
| mars 2001, | En cours | Claude Mériot |           | Président de la communauté de communes Brenne - Val de Creuse Professeur des écoles |

## Population et société

### Démographie
L'évolution du nombre d'habitants est connue à travers les recensements de la population effectués dans la commune depuis 1793. Pour les communes de moins de 10 000 habitants, une enquête de recensement portant sur toute la population est réalisée tous les cinq ans, les populations de référence des années intermédiaires étant quant à elles estimées par interpolation ou extrapolation. Pour la commune, le premier recensement exhaustif entrant dans le cadre du nouveau dispositif a été réalisé en 2005.

En 2022, la commune comptait 420 habitants, en évolution de +2,94 % par rapport à 2016 (Indre : −3 %, France hors Mayotte : +2,11 %).
| 1793 | 1800 | 1806 | 1821 | 1831 | 1836  | 1841  | 1846  | 1851  |
| ---- | ---- | ---- | ---- | ---- | ----- | ----- | ----- | ----- |
| 298  | 319  | 330  | 393  | 989  | 1 089 | 1 026 | 1 131 | 1 141 |

| 1856  | 1861  | 1866  | 1872  | 1876  | 1881  | 1886  | 1891  | 1896  |
| ----- | ----- | ----- | ----- | ----- | ----- | ----- | ----- | ----- |
| 1 193 | 1 181 | 1 182 | 1 228 | 1 227 | 1 253 | 1 304 | 1 260 | 1 289 |

| 1901  | 1906  | 1911  | 1921 | 1926 | 1931 | 1936 | 1946 | 1954 |
| ----- | ----- | ----- | ---- | ---- | ---- | ---- | ---- | ---- |
| 1 254 | 1 233 | 1 168 | 966  | 984  | 800  | 730  | 775  | 714  |

| 1962 | 1968 | 1975 | 1982 | 1990 | 1999 | 2005 | 2006 | 2010 |
| ---- | ---- | ---- | ---- | ---- | ---- | ---- | ---- | ---- |
| 678  | 676  | 589  | 566  | 528  | 374  | 408  | 409  | 417  |

| 2015 | 2020 | 2022 | - | - | - | - | - | - |
| ---- | ---- | ---- | - | - | - | - | - | - |
| 407  | 410  | 420  | - | - | - | - | - | - |

### Enseignement
La commune dépend de la circonscription académique du Blanc.

### Médias
La commune est couverte par les médias suivants : La Nouvelle République du Centre-Ouest, Le Berry républicain, L'Écho - La Marseillaise, La Bouinotte, Le Petit Berrichon, France 3 Centre-Val de Loire, Berry Issoudun Première, Vibration, Forum, France Bleu Berry et RCF en Berry.

## Économie
La commune se situe dans la zone d’emploi de Châteauroux et dans le bassin de vie d’Argenton-sur-Creuse.
La commune se trouve dans l'aire géographique et dans la zone de production du lait, de fabrication et d'affinage du fromage Valençay.

## Culture locale et patrimoine

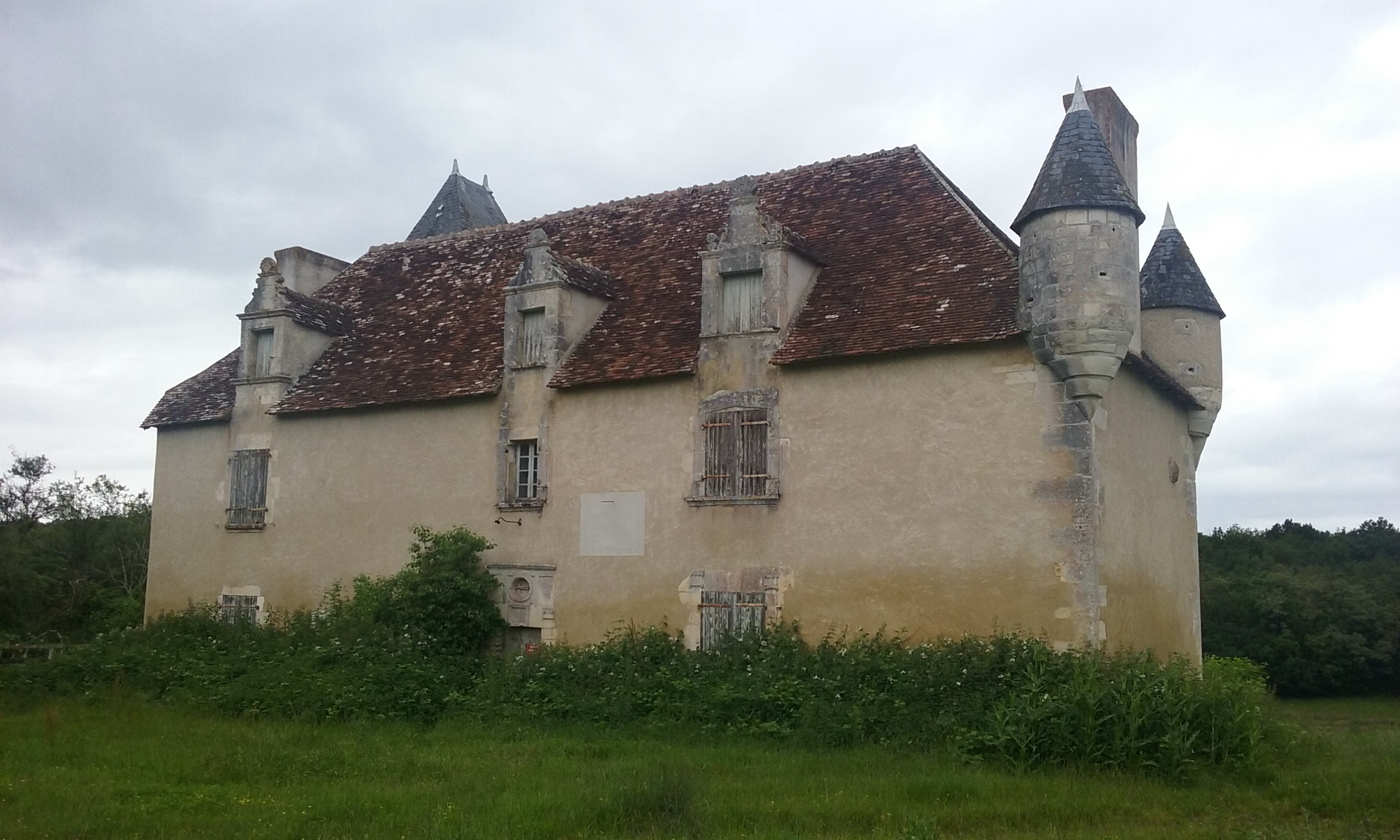
Le château de Montaignon en 2016.

### Lieux et monuments
- Château de Montaignon du XVIe siècle, dont les façades et toitures sont inscrites aux Monuments historiques par arrêté du 23 octobre 1972.
- Château de Cors
- Prieuré Notre-Dame de Longefont du XIIe siècle (vestiges).
- Église paroissiale Saint-Médard
- Grotte de Cors
- Monument aux morts
- Atelier métallurgique gallo-romain du Latté

### Personnalités liées à la commune
- Prosper Blanchemain (1816-1879), poète, critique littéraire et éditeur français, mort à Oulches.
- Jean-Yves Gateaud (1949-2009), homme politique français, né à Oulches.